# Jean-Baptiste II Péru
Jean-Baptiste II Péru est un architecte et artiste français, né à Avignon en 1707 et mort dans la même ville, en 1790. Il est le fils de Jean-Baptiste Ier Péru et petit-fils de Jean Péru, architectes, dont il prendra la suite à Avignon. 
Il a participé à la construction de nombreux édifices, notamment la Chapelle de l'Oratoire, et le Noviciat des Jésuites Saint-Louis, à Avignon. On lui doit également les plans des églises de Sorgues et de Morières, ainsi que la reconstruction de la porte de l'Oulle des remparts d'Avignon, détruite un siècle plus tard.
Certaines de ses sculptures sont conservés au Musée Calvet d'Avignon, dont notamment le buste en marbre du fondateur.
En 1765-1766, il construisit une chapelle latérale dans la Cathédrale Notre-Dame-et-Saint-Véran de Cavaillon, et pour laquelle son frère Joseph Péru (1721-1800), qui se consacra à la peinture après un voyage d'études en Italie, peignit le grand tableau de La Vierge délivrant les âmes du purgatoire.